# Costa Concordia
O Costa Concordia foi um navio de passageiros italiano operado pela Costa Crociere e construído pelos estaleiros da Fincantieri em Gênova. Foi a primeira embarcação da Classe Concordia de cruzeiros seguido pelo  Costa Serena, Carnival Splendor, Costa Pacifica, Costa Favolosa e Costa Fascinosa. Ele foi lançado ao mar em setembro de 2005 e realizou sua viagem inaugural em julho do ano seguinte. O Costa Concordia encalhou na Isola del Giglio em 13 de janeiro de 2012 e emborcou parcialmente, com 32 pessoas morrendo presas a bordo. Ele foi declarado uma perda total e foi levantado do mar em julho de 2014, sendo subsequentemente rebocado até Gênova e desmontado.

## Construção
O navio de carreira foi construído pelo estaleiro Fincantieri, de Monfalcone, na região industrial de Trieste, Itália.
O navio dispunha de 26 botes salva-vidas localizados no deck 4 e 5 desmontáveis localizados no deck 1.
Em sua cerimônia de inauguração, a garrafa de champanhe, tradicionalmente lançada de encontro ao casco do navio como forma de "batismo", não se quebrou.

## Meio ambiente
Costa Concordia, assim como todos os navios da Costa Crociere adotava os padrões R.I.N.A. Green Star que o colocavam como Clean Sea e Clean Air. Eram adotadas rígidas especificações em suas operações com o objetivo de proteger o meio ambiente, mantendo o ar e o mar limpos. Os referidos padrões de segurança ambiental não são válidos para casos de acidente ou naufrágio. Depois de naufragar em janeiro de 2012, o navio trouxe sérios riscos de danos ambientais, com receio de vazamento de combustível.

## Equipamento e acomodações
O Costa Concordia era um navio de cruzeiro voltado para a diversão, desporto de lazer e descanso.
Das 1 500 cabines, mais de 500 dispunham de varandas voltadas para o mar.
O nome do navio, Concordia, simbolizava paz e harmonia entre pessoas e países. Grandes cidades como Paris, Roma, Londres e Atenas, cidades europeias, eram lembradas na identificação das diferentes áreas do navio, e as pontes foram batizadas com nomes em homenagem a países da Europa: Olanda (ponte 1), Svezia (ponte 2), Belgio (ponte 3), Grecia (ponte 4), Italia (ponte 5), Gran-Bretagna (ponte 6), Irlanda (ponte 7), Portogallo (ponte 8), Francia (ponte 9), Germania (ponte 10), Spagna (ponte 11), Austria (ponte 12) e Polonia (ponte 14). O deck 13 por superstição não existia e não recebeu nome.
A área para esportes, distribuída em duas pontes, ocupava uma área total de quase 2 000 m2 com uma piscina no centro. Das quatro piscinas, duas tinham telhados de vidro removíveis. Uma tela de televisão gigante estava instalada junto à piscina principal. Tinha disponíveis 5 hidromassagens do tipo "jacuzzi".
O navio tinha treze bares com diferentes tamanhos e temas de decoração. Música e dança eram disponibilizadas no  Budapest Piano Bar ,  Salone Londra, Grand Bar Berlin, Discoteca Lisbona e no salão de bailes  Vienna Dance Lounge.
A bordo encontrava-se também um simulador de corridas de Fórmula 1.
O navio dispunha de serviço de refeições nas cabines. Os restaurantes  Roma Restaurant ,  Milano Restaurant ,  Samsara Restaurant ,  Club Concordia ,  Parigi Buffet Restaurant  e  Caffetteria Helsinkisão  eram áreas para não fumantes.
As cabines estavam localizadas nas pontes Olanda, Svezia, Gran-Bretagna, Irlanda, Portogallo, Francia, Germania e Spagna.
No deck Belgio, estava o piso inferior do  Milan Restaurant , o  Roma Restaurant , o  Europa Bar , o  Samsara Restaurant , o  Service Desk  atendimento aos passageiros, a agência de viagens, e o piso inferior do  Athens Theater.
Na ponte Grecia, ficavam o Milan Restaurant e Roma Restaurant, assim como a Lisbon Disco, Prague Lounge, o centro de internet, galeria de fotos, e o segundo nível do Athens Theater.
O deck 5, Italia, acomodava o Barcelona Casino, o salão de videogames, e o Budapest Piano Bar, salão de dança Vienna Ballroom,  London Lounge , Stockholm Sports Bar, Helsinki Cafeteria, Berlin Grand Bar, Dublin Bar, salão de jogos de cartas, biblioteca, galeria de artes, lojas e o terceiro nível do Athens Theater.
O Squok Club, o solário e o Ristorante Buffet Parigi estavam na ponte Germania.
A ponte Francia, deck 9, comportava o Ristorante Buffet Parigi, Lido Riviera Magica, Lido Mediterrâneo, duas piscinas e quatro hidromassagens.
As termas  Samsara Spa com vista panorâmica para o mar, ao lado do salão de beleza Vênus, do Lido solarium e do Club Concordia compunham as atividades da ponte Spagna.
No deck Austria estavam as áreas de esporte, com quadras de tênis e basquete e a pista para caminhadas.
A ponte 14, Polonia, a mais alta de todas, abrigava o Samsara Spa e o acesso ao tobogã das piscinas.
O Costa Concordia realizava cruzeiros na Itália, Tunísia, Malta, Grécia, Chipre, Egito, Tunísia e Ilhas Baleares. A partir de 2009, o navio passou também a navegar na América do Sul, até ao seu afundamento no início de 2012 no Mar Mediterrâneo.

## Naufrágio

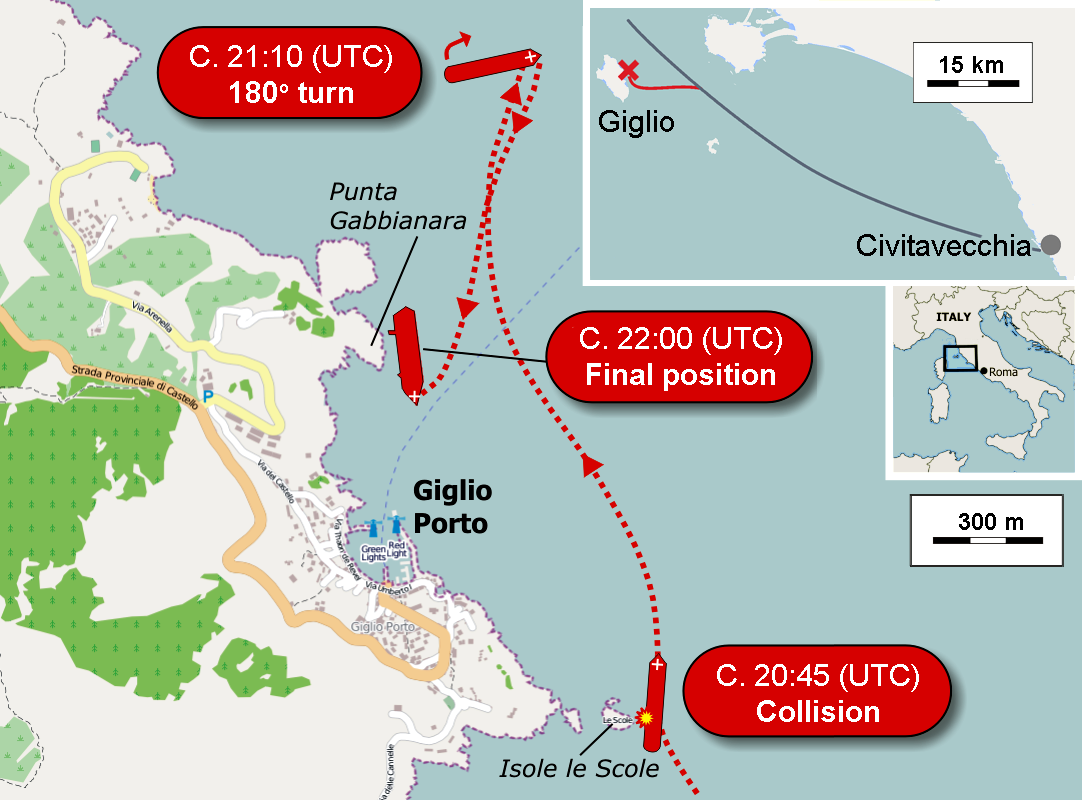
Mapa de localização do naufrágio.

O navio naufragou após colisão com rocha junto ao porto de Isola del Giglio. O barco estava inclinado num ângulo de 80º. No naufrágio 32 pessoas faleceram (com o último corpo sendo localizado apenas em Novembro de 2014). O navio teve os seus tanques de combustível esvaziados. Costa Concordia naquela noite, estava carregando 3 229 passageiros e 1 023 tripulantes.
Antes de seu naufrágio, em novembro de 2008, Costa Concordia sofreu danos em seu arco, quando os ventos fortes empurraram o navio contra o seu deck. Não houve ferimentos e os reparos começaram logo depois. Hoje o navio está em Genova, Itália sendo desmontado após ser retirado do seu túmulo marítimo na Isola del Giglio.
O comandante do navio, Francesco Schettino, em fevereiro de 2015, foi condenado a 16 anos de prisão efetiva pelos homicídios, abandono do navio antes dos passageiros (Regra utilizada em aviões e navios) e naufrágio, pena confirmada por um tribunal de recurso em maio de 2016.

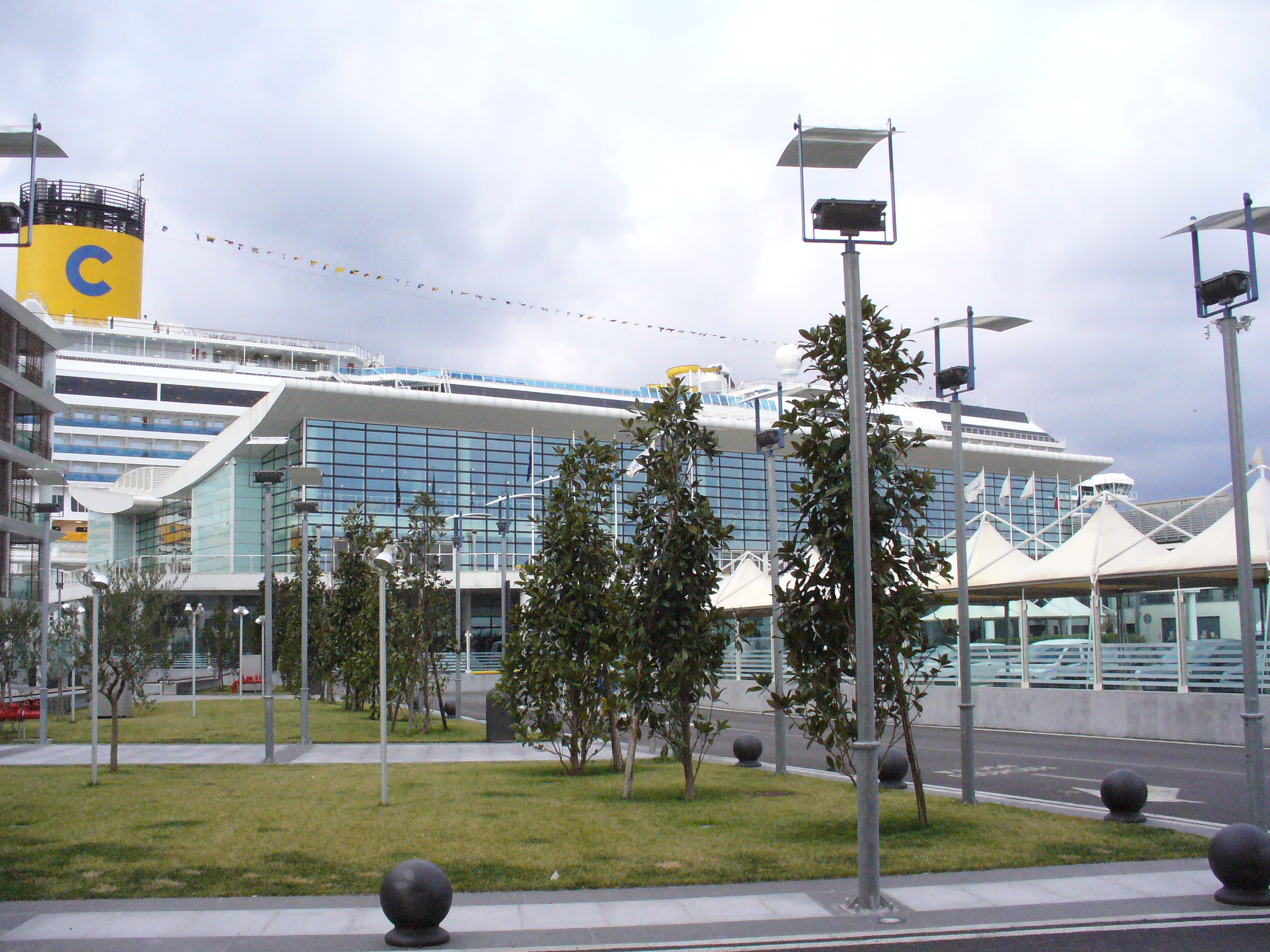
Porto de embarque da Costa Crociere S.p.A., Savona, Itália.

## Recuperação do Navio
O navio Costa Concordia foi reerguido do mar na madrugada do dia 17 de setembro de 2013 com a operação de rotação da embarcação. O anuncio foi feito pelo chefe da Defesa Civil, Franco Gabrielli, e citado pela emissora de TV italiana Rai. Toda a operação, realizada pelo sul-africano Nick Sloane, um especialista em resgate de barcos, foi feita baseada em uma engenharia cuidadosamente coordenada. O custo foi estimado em mais de 600 milhões de euros (795 milhões de dólares); Um valor que supera a metade do prejuízo coberto por seguros, que ultrapassou 1,1 bilhão de dólares.  Quando o navio se endireitou, foi possível ver o seu flanco oxidado depois de passar 20 meses sob a água.
Em 27/07/2014 o Costa Concordia foi rebocado para um estaleiro da Itália para ser feito o desmanche. O 1º passo será retirar a mobília e depois o navio será transformado em uma massa de aço e ferro.

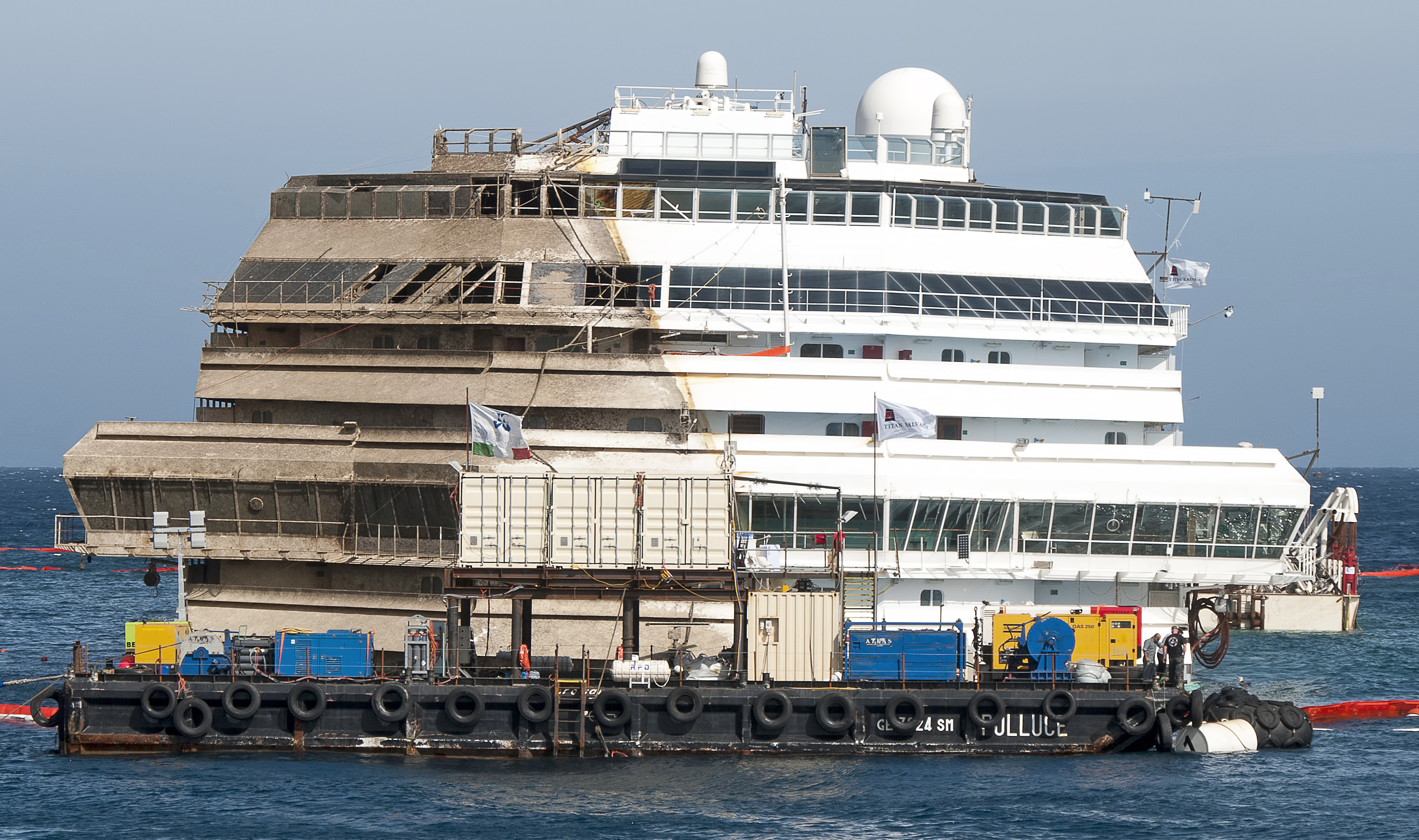
Costa Concordia depois de recuperado,.

O Costa Concordia era um navio gêmeo do Costa Serena e do Costa Pacifica. Em sua lotação chegava a 4 890 pessoas embarcadas (3 780 passageiros, e 1 110 tripulantes). Ambos foram construídos pela Fincantieri - Cantieri Navali Italiani S.p.A.. Estes barcos deram origem a um grupo de navios de cruzeiro que fazem parte de uma  Classe de navios chamada "Concordia".